# مدار التندرا

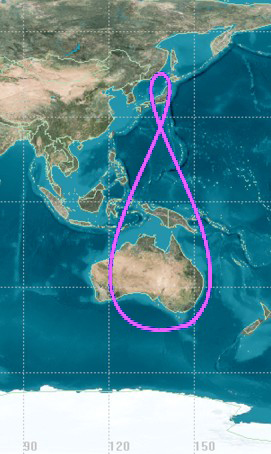
مدار التندرا

مدار التندرا هو مدار جيولوجي بيضاوي الشكل بدرجة عالية مع ميل مرتفع (عادة ما يكون بالقرب من 63.4 درجة)، وفترة مدارية ليوم فلكي واحد، وغرابة متوسطة، عادة ما تكون بين 0.2 و 0.3.

## نبذة
يقضي القمر الصناعي الموجود في هذا المدار معظم وقته على مساحة مختارة من الأرض، وهي ظاهرة تعرف باسم مسكن الأوج أو قبا، مما يجعلها مناسبة بشكل خاص للأقمار الصناعية للاتصالات التي تخدم مناطق خطوط العرض العليا.
المسار الأرضي للقمر الصناعي في مدار التندرا هو رقم ثمانية مغلق مع حلقة أصغر فوق نصف الكرة الشمالي أو الجنوبي. وهذا يميزها عن مدارات مولنيا المصممة لخدمة مناطق خطوط العرض العليا.